# 王兆成
王兆成（？—），男，中华人民共和国政治人物，曾任中华人民共和国铁道部副部长，中国铁路企业管理协会会长，中国花卉协会副会长。